# Михайлов, Владимир Александрович (Герой Советского Союза)
Владимир Александрович Михайлов (1920—1946) — гвардии старший лейтенант Советской Армии, участник Великой Отечественной войны, Герой Советского Союза (1946).

## Биография
Владимир Михайлов родился 2 декабря 1920 года в Тамбове. После окончания семи классов школы работал парикмахером, занимался в аэроклубе. В апреле 1940 года Михайлов был призван на службу в Рабоче-крестьянскую Красную Армию. В 1941 году он окончил Егорьевскую военную авиационную школу лётчиков. С апреля 1943 года — на фронтах Великой Отечественной войны.
К концу войны гвардии старший лейтенант Владимир Михайлов командовал звеном 163-го гвардейского истребительного авиаполка, 229-й истребительной авиадивизии, 4-й воздушной армии, 2-го Белорусского фронта. За время своего участия в войне он совершил 690 боевых вылетов, принял участие в 113 воздушных боях, сбив 6 вражеских самолётов лично и ещё 2 — в составе группы.
12 марта 1946 года Михаилов погиб от удара электрическим током. Похоронен в Калининграде.

## Награды
Указом Президиума Верховного Совета СССР от 15 мая 1946 года за «мужество и героизм, проявленные в боях» гвардии старший лейтенант Владимир Михайлов посмертно был удостоен высокого звания Героя Советского Союза. Был также награждён орденом Ленина, тремя орденами Красного Знамени, орденами Отечественной войны 1-й и 2-й степеней, Красной Звезды, рядом медалей.

## Память
В честь Михайлова названа улица в Тамбове.